# Меделл, Эван
Эван Меделл (англ. Evan Medell; род. 31 марта 1997) — американский паратхэквондист. Бронзовый призёр Паралимпийских игр 2020 и 2024 годов.

## Биография
4 сентября 2021 года на летних Паралимпийских играх 2020 в Токио Эван Меделл соревновался в весовой категории свыше 75 кг. Он победил в четвертьфинале ливийца Мохамеда Абидара, в полуфинале проиграл хорвату Ивану Микуличу. В матче за «бронзу» Меделл победил коста-риканского тхэквондиста Андреса Молину.
31 августа 2024 года на летних Паралимпийских играх 2024 в Париже соревновался в весовой категории свыше 80 кг. Он победил в четвертьфинале казахстанца Нышана Омирали, в полуфинале уступил выступавшему под нейтральным флагом россиянину Алиасхабу Рамазанову. В матче за третье место Эван Меделл победил сенегальца Идриссу Кейта и стал двукратным бронзовым призёром Паралимпийских игр.